# Ludwig von Pastor
Ludwig Friedrich August von Pastor, od 1916 Freiherr Pastor von Camperfelden navadno Ludwig von Pastor (* 31. januar 1854 Aachen; † 29. september 1928 Innsbruck) je bil avstrijski katoliški zgodovinar in diplomat. Znan je kot „Geschichtsschreiber der Liste der Päpste“ (»zgodovinopisec Seznama papežev«). 1908 ga je cesar Franc Jožef povišal v plemiški stan, 1916 pa je kot Pastor von Camperfelden postal Freiherr.

## Življenjepis

### Mladost in šolanje
Pastor je bil rojen v Aachnu; njegova mati je bila katoličanka, oče pa luteran; očetovi smrti se je spreobrnil v katoličanstvo pri desetih letih. Nato je obiskoval v Frankfurtu gimnazijo, kjer je bil njegov učitelj Johannes Janssen.
Ludvik je študiral 1875 v Leuvenu, 1875/76 v Bonnu, kjer se je pridružil študentovskemu društvu Arminia, in 1877/78 na Dunaju. 
Pastor je poučeval na Univerzi v Innsbrucku, najprej kot predavatelj (1881–87), nato kot profesor sodobne zgodovine (1887). Njegova doktorska disertacija je bila naslovljena "Die kirchlichen Reunionsbestrebungen während der Regierung Karls V" (Poskusi cerkvenega zedinjenja med vladavino Karla V.). Pastor je uredil osem zvezkov svojega mentorja Janssena Geschichte des deutschen Volkes (Zgodovina nemškega ljudstva) in jo objavljal od 1893 do 1926.

### Družina
Ludwig von Pastor se je poročil s Konstanze Kaufmann (1857–1953), hčerko bonskega nadžupana Leopolda Kufmanna. Rodila sta se jima dva sina in tri hčerke.
Ena od njih je vstopila k uršulinkam.

## Dela

### »Zgodovina papežev«
Janssen ga je seznanil z "Zgodovino papežev" Leopolda von Rankeja. To je določilo področje, ki ga bo vzel za svojega in v nekem smislu postal katoliški anti-Ranke. Njegov pristop je bil, da očitne pomanjkljivosti papeštva odražajo napake njihovega časa. Pastor je pregledoval arhive po vsej katoliški Evropi in med svojim prvim potovanjem v Italijo leta 1881 je njegova resnost zagotovila pokroviteljstvo papeža Leona XIII., ki mu je odprl vsebino Vatikanske knjižnice, ki je bila prej znanstvenikom nedostopna.
Rezultat njegovega raziskovanja je bila njegova »Geschichte der Päpste seit dem Ausgang des Mittelalters« v šestnajstih zvezkih. Opus magnum je bil nato preveden v angleščino in objavljen kot Zgodovina papežev iz konca srednjega veka.
Pastor se je odločil, da bo svoje delo začel s papeževanjem Klemena V. (1305–1314) in začetkom avignonskega papeštva, da bi lahko svoje raziskave osredotočil na ohranjene listine. Njegova nepristranska in odkrita papeška zgodovina se je osredotočala na posamezne papeže in ne na razvoj papeških ustanov. Pastorjeve knjige zajemajo pontifikat 56 papežev, od Klemena V. do Pija VI..
Združil je rimokatoliške naklonjenosti, ki so bile potrebne za obravnavo takega življenjskega dela, s skrbno učenostjo in izvedenostjo. Dobil je privilegiran dostop do Tajnega vatikanskega arhiva in njegova zgodovina, ki je v veliki meri temeljila na doslej nedostopnih izvirnih dokumentih, je nadomestila vse prejšnje zgodovine papežev v obdobju, ki ga je pokrival on in sega od Avignonskega papeštva leta 1305 do Napoleonovega vdora v Rim leta 1799.
Pastor je začel svoje delo 1886 in pisal skozi pontifikate Leona XIII., Pija X., Benedikta XV. in Pija XI., ter izdal petnajst zvezkov. Šestnajsti in zadnji zvezek je izšel posmrtno 1930. Angleški prevodi so bili objavljani med letoma 1899 in 1953.

### Celotna "Zgodovina papežev" na spletu
Zajetno delo v 40 zvezkih Zgodovina papežev je v angleščini celotno dosegljivo v Spletnem arhivu. Zvezke I–VI je prevedel in izdal Frederick Ignatius Antrobus, VII–XXIV Ralph Francis Kerr, XXV–XXXIV Ernest Graf, a zvezke XXXV–LX je prevedel in založil E. F. Peeler. Založniki so se menjali; med njimi je Trench, Trübner & Co., Trench Trübner, & Co., Routledge in Kegan Paul.
| - Vol. I, 1305–1447, Avignonsko papeštvo, Razkol, Pisanski in Konstanški koncil, Martin V. in Evgen IV. - Vol. II, 1447–1458, Nikolaj V. in Kalist III. - Vol. III, 1447–1464, Pij II. - Vol. IV, 1464–1483, Pavel II. in Sikst IV. - Vol. V, 1484–1497, Inocenc VIII. in Aleksander VI. - Vol. VI, 1492–1511, Aleksander VI., Pij III. in Julij II. - Vol. VII, 1513–1521, Leon X. (knjiga I) - Vol. VIII, 1513–1521, Leo X. (knjiga II) - Vol. IX, 1522–1527, Hadrijan VI. in Klemen VII. - Vol. X, 1523–1534, Klemen VII. - Vol. XI, 1534–1540, Pavel III. - Vol. XII, 1534–1549, Pavel III. - Vol. XIII, 1550–1555, Julij III. - Vol. XIV, 1555–1559, Marcel II. in Pavel IV. - Vol. XV, 1559–1565, Pij IV. - Vol. XVI, 1559–1565, Pij IV. - Vol. XVII, 1566–1572, Pij V. - Vol. XVIII, 1566–1572, Pij V. - Vol. XIX, 1572–1585, Gregor XIII. - Vol. XX, 1572–1585, Gregor XIII. | - Vol. XXI, 1585–1590, Sikst V. - Vol. XXII, 1585–1591, Sikst V., Urban VII., Gregor XIV. in Inocenc IX. - Vol. XXIII, 1592–1605, Klemen VIII. - Vol. XXIV, 1592–1605, Klemen VIII. - Vol. XXV, 1605–1621, Leon XI. in Pavel V. - Vol. XXVI, 1605–1621, Leon XI. in Pavel V. - Vol. XXVII, 1621–1644, Gregor XV. in Urban VIII. - Vol. XXVIII, 1621–1644, Gregor XV. in Urban VIII. - Vol. XXIX, 1621–1644, Gregor XV. in Urban VIII. - Vol. XXX, 1644–1655, Inocenc X. - Vol. XXXI, 1655–1676, Aleksander VII., Klemen IX. in Klemen X. - Vol. XXXII, 1676–1700, Inocenc XI., Aleksander VIII. in Inocenc XII. - Vol. XXXIII, 1700–1721, Klemen XI. - Vol. XXXIV, 1721–1740, Inocenc XIII., Benedikt XIII. in Klemen XII. - Vol. XXXV, 1740–1758, Benedikt XIV. - Vol. XXXVI, 1740–1769, Benedikt XIV. in Klemen XIII. - Vol. XXXVII, 1758–1769, Klemen XIII. - Vol. XXXVIII, 1769–1774, Klemen XIV. - Vol. XXXIX, 1775–1799, Pij VI. - Vol. XL, 1775–1799, Pij VI. |

## Odlikovanja
- Vitez klavirskega reda (Sveti sedež)[8]
- Nadarbinar reda svetega Silvestra (Sveti sedež)[9]
- Nadarbinar cesarskega reda Franca Jožefa (Avstro-Ogrska) [10]
- Vitez reda svetega Mavricija in Lazarja (Italijansko kraljestvo) [11]